# Michael Costa
Michael Andrew Agnus Costa, född 14 februari 1808 i Neapel, död 29 april 1884, var en italiensk dirigent och tonsättare.
Costa var från 1829 verksam i Storbritannien som dirigent vid bland annat Covent Garden och Philharmonic Society samt vid musikfesterna i Birmingham och Händelfesterna. Costa skrev oratorier som Eli och Naaman samt operor och baletter.